# 전영애
전영애(全英愛, 1951년~)는 대한민국의 문학자이자, 시인, 번역가이며, 서울대학교 명예교수이다.
2006년부터 2008년까지 한국괴테학회 회장을 역임했으며, 많은 독일문학 작품들을 한국어로 번역하는 데 공헌한 공로를 인정받아 2012년 한국문학번역원 원장에 임명되었다.
2011년에는 바이마르 괴테학회로부터 괴테 금메달을 받았다.